# Crónica del pájaro que da cuerda al mundo
Crónica del pájaro que da cuerda al mundo (ねじまき鳥クロニクル Nejimaki-dori Kuronikuru?) es una novela del escritor japonés Haruki Murakami publicada en 1994 en Japón en su versión original en japonés.

## Trama argumental
La novela cuenta la historia de Tōru Okada quien después de dejar voluntariamente el bufete de abogados donde trabajaba, y después de que el gato que cuida junto con su esposa de nombre Kumiko (llamado Noboru Wataya, igual que su cuñado) se escapara de casa, recibe una llamada que marcaría el comienzo de situaciones cada vez más extrañas, relacionándose con personajes extravagantes, lo que provoca una sensación de realidad y fantasía difícilmente dilucidada, rasgo que caracteriza la obra del autor. Como por ejemplo al introducirse el protagonista (Tōru Okada) en la profundidad de un pozo de una casa abandonada, donde existe una estatua de un pájaro de piedra mirando hacia el cielo con las alas extendidas, o aquellas situaciones soñadas que se fugarían a la realidad. Kumiko desaparece una mañana, sin rastro alguno, sin embargo, Tōru Okada no se muestra convencido de las razones que más tarde Kumiko le haría llegar a través de su hermano Noboru Wataya y posteriormente por una carta contundente de la existencia de otro hombre. Tōru Okada percibe un mensaje oculto de Kumiko, donde ella le pide ser salvada, no de una forma física, sino mental.
La novela se divide en dos partes imaginarias, la primera donde todos aquellos sucesos que vendrían a futuro son manifestados, pero no son asimilados por Tōru Okada, ya que siempre ha sido una persona escéptica. La segunda parte comienza con la salida de una mancha azul en el rostro de Tōru Okada, representando como la comunicación entre la otra dimensión y esta, siendo su punto de partida para creer en «otra dimensión».
Tōru Okada conoce personajes sumamente extraños y que tienen gran influencia en su vida, como May Kasahara, Creta Kanoo y Malta Kanoo. Estas últimas con personalidades extrañas e incluso paranormales, teniendo la posibilidad de llegar a su mente e interpretar cosas a futuro.
La novela acuña su nombre ya que el matrimonio Okada bautiza a un pájaro (nunca visto a sus ojos) que se posa a los alrededores por las mañanas haciendo un ric-ric, tal como si esto accionara el sistema que mantiene al mundo funcionando.
La novela tiene una longitud un tanto extensa (unas 900 páginas), que permite al lector ir adentrándose en un mundo donde la realidad se encuentra con la fantasía, siendo esta parte de la misma. Es considerada por el autor su obra más acabada.
Nancy Alejandra Tapía, investigadora y especialista en el autor, indica que en esta novela, como en la mayoría de las narraciones de Murakami,  la muerte es un tema recurrente.

#### Personajes del Libro:[2]
- Tōru Okada: El protagonista de la novela, un hombre tranquilo y algo perdido que comienza una búsqueda para encontrar a su esposa, Kumiko.
- Kumiko Okada: Esposa de Tōru, cuya desaparición desencadena la serie de eventos extraños que ocurren en la novela.
- Noboru Wataya:  Es el hermano de Kumiko y representa un contraste con la vida tranquila de Tōru.
- Malta Kano: Una mujer con habilidades psíquicas que colabora con su hermana Creta Kano.
- Creta Kano: Una mujer que juega un papel importante en la historia, involucrada en una serie de eventos que afectan a Tōru y otros personajes.
- May Kasahara: Una adolescente que se vuelve amiga Tōru y lo convence para que baje al fondo de un pozo.
- El pájaro que da cuerda al mundo: Aunque no es un personaje en el sentido tradicional, el pájaro y su simbolismo están profundamente conectados con la trama y los temas de la novela.
- El Sr. Honda: Un hombre mayor que también tiene un papel fundamental en la historia, aunque en un plano más misterioso.
- Nutmeg: Una mujer misteriosa que se convierte en amiga de Tōru. Tiene un pasado enigmático.
- Cinnamon: El hijo de Nutmeg, que le ayuda las operaciones de su trabajo.